# Liste des dirigeants du Cameroun français
Cette page dresse une liste des dirigeants du Cameroun.

## Liste des dirigeants coloniaux duCameroun français
| Dates                                        | Noms                                            | Remarques            |
| -------------------------------------------- | ----------------------------------------------- | -------------------- |
| Cameroun                                     |                                                 |                      |
| 26 septembre 1914                            | Occupation française                            | Occupation française |
| 7 avril 1916 - 8 octobre 1916                | Joseph Aymerich, Administrateur                 |                      |
| 8 octobre 1916 - 1919                        | Lucien Fourneau,, Administrateur                |                      |
| 6 mars 1919 au 23 mars 1921                  | Jules Carde, Commissaire                        |                      |
| Cameroun                                     | Autonome                                        |                      |
| 23 mars 1921 - 20 juillet 1922               | Jules Carde, Commissaire                        |                      |
| Cameroun français, Mandat de la SDN          |                                                 |                      |
| 20 juillet 1922 - Mars 1923                  | Jules Carde, Commissaire                        |                      |
| Mars 1923 - 29 avril 1923                    | Albéric Fournier, Commissaire                   |                      |
| 29 avril 1923 - Juin 1932                    | Théodore Paul Marchand, Commissaire             |                      |
| 31 août 1932 - 22 septembre 1932             | Paul Auguste François Bonnecarrère, Commissaire |                      |
| 22 septembre 1932 - 7 juillet 1934           | Paul Auguste François Bonnecarrère, Commissaire |                      |
| 7 juillet 1934 - 1936                        | Jules Repiquet, Commissaire                     |                      |
| 1936 - Janvier 1937                          | Gaston Camille Guibet, acting Commissaire       |                      |
| Janvier 1937 - 16 novembre 1938              | Pierre Boisson, Commissaire                     |                      |
| 16 novembre 1938 - 29 août 1940              | Richard Brunot, Commissaire                     |                      |
| 29 août 1940 - 12 novembre 1940              | Philippe Leclerc de Hauteclocque, Gouverneur    |                      |
| 12 novembre 1940 - 20 juillet 1943           | Pierre Charles Cournarie, Gouverneur            |                      |
| 20 juillet 1943 - 15 novembre 1944           | Hubert Eugène Paul Carras, Gouverneur           |                      |
| 15 novembre 1944 - 16 janvier 1946           | Henri Pierre Nicolas, Gouverneur                |                      |
| 16 janvier 1946 - 16 mars 1946               | Alexis Leger, Gouverneur                        |                      |
| 16 mars 1946 - 13 décembre 1946              | Robert Delavignette, Haut commissaire           |                      |
| Cameroun français, Tutelle des Nations unies |                                                 |                      |
| 13 décembre 1946 - 25 mars 1947              | Robert Delavignette, Haut commissaire           |                      |
| 25 mars 1947 - Avril 1947                    | Robert Casimir, Haut commissaire                | 1er mandat           |
| Avril 1947 - 7 juillet 1949                  | René Hoffherr, Haut commissaire                 |                      |
| 7 juillet 1949 - 10 janvier 1950             | Robert Casimir, Haut commissaire                | 2e mandat            |
| 10 janvier 1950 - 2 décembre 1954            | André Soucadaux, Haut commissaire               |                      |
| 2 décembre 1954 - 17 avril 1956              | Roland Pré, Haut commissaire                    |                      |
| 17 avril 1956 - 29 janvier 1958              | Pierre Messmer, Haut commissaire                |                      |
| 29 janvier 1958 - 19 février 1958            | Jean Ramadier, Haut commissaire                 |                      |
| 19 février 1958 - 1er janvier 1960           | Xavier Antoine Torré, Haut commissaire          |                      |

## Liste des dirigeants indigènes duCameroun français
| Dates                              | Noms                                                 | Parti  | Remarques |
| ---------------------------------- | ---------------------------------------------------- | ------ | --- |
| 1918 - 5 octobre 1919              | Isaac Moumé Etia, 1er Haut fonctionnaire camerounais | aucun  | premier africain dans l’Empire colonial français à avoir remplacé un administrateur des Colonies à la direction d'une subdivision administrative. |
| 16 mai 1957 - 20 février 1958      | André-Marie Mbida, Premier Ministre                  | DC/PDC | démissionnera et deviendra le 1er prisonnier politique du Cameroun indépendant.                                                                   |
| 20 février 1958 - 1er janvier 1960 | Ahmadou Ahidjo, Premier ministre                     | UNC/UC | deviendra le président de la république du Cameroun                                                                                               |